# Batu Gajah (Maleisië)

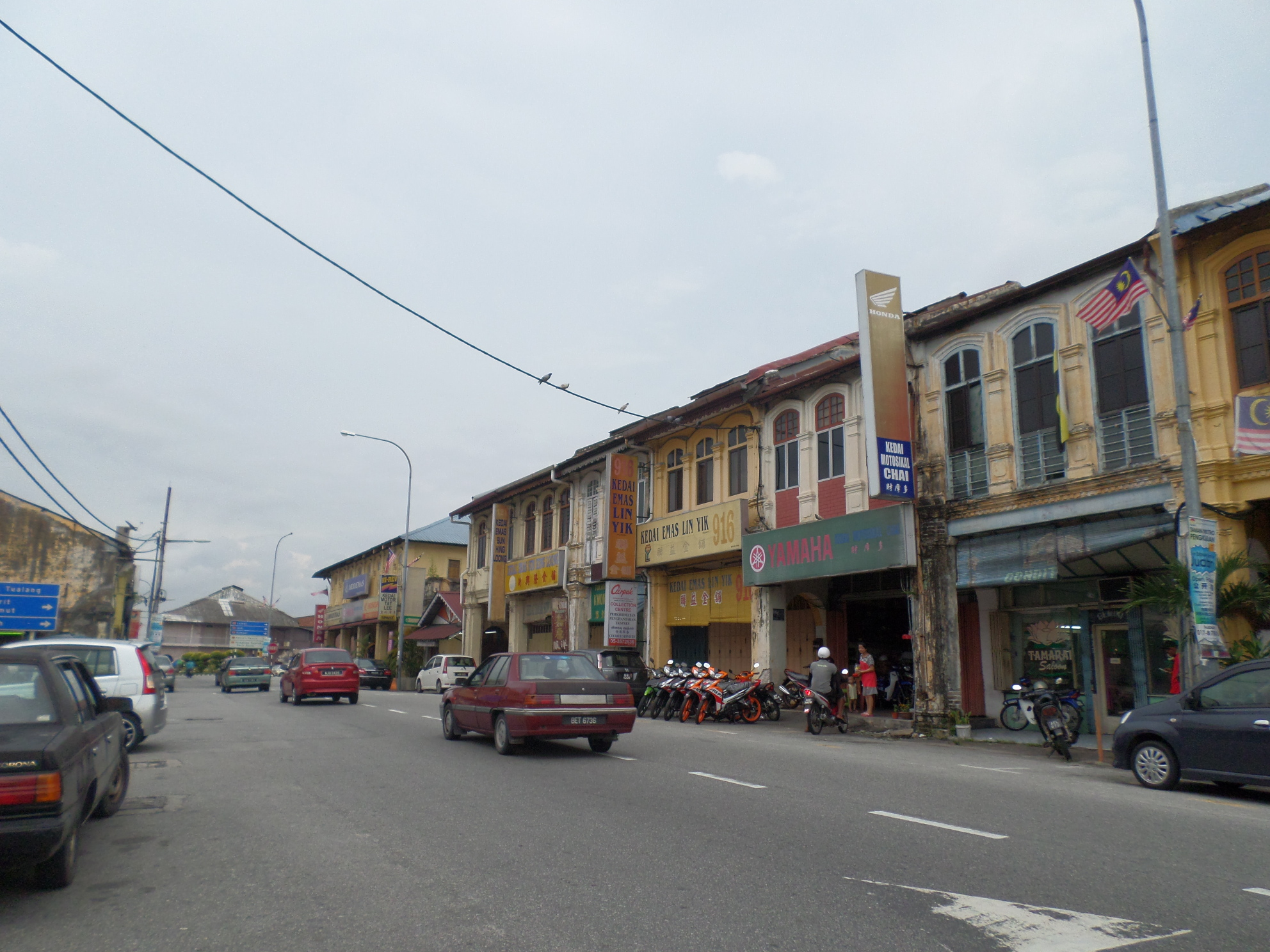
Batu Gajah

Batu Gajah is een stad en gemeente (majlis daerah; district council) in de Maleisische deelstaat Perak.
Batu Gajah telt 80.000 inwoners.